# Libertas Ecclesiae
Libertas Ecclesiae fu una bolla pontificia promulgata da Papa Gregorio VII nel 1079 che stabiliva che 

il Papa non dovesse sottostare all'autorità dell'imperatore. Sebbene il romano pontefice non fosse di nomina imperiale, la sua elezione fu infatti soggetta, fino al 1058 (secondo quanto stabilito dalla Constitutio romana dell'824 d.C. e confermato dal Privilegium Othonis del 962 d.C.), all'approvazione dell'Imperatore. A partire dalla promulgazione della bolla, l'elezione del Papa fu riservata esclusivamente al Collegio dei cardinali.

## Contesto
Prima di questa bolla, l’elezione del papa era influenzata dall’imperatore, secondo una legge dell’824 (la Constitutio Romana) che stabiliva che il pontefice poteva essere scelto solo con l’approvzaione imperiale.  Con la Libertas Ecclesiae invece si stabilisce che a eleggere il papa devono essere solo i cardinali, senza dover chiedere permesso a nessuno. Questo segnava un grosso cambiamento rispetto a come andavano le cose prima.

## Significato religioso e giuridico
Nel documento Gregorio VII dice che obbedire al papa vuol dire obbedire a Dio, mentre disobbedire significa andare contro la fede. Per questo si appoggia anche alla Bibbia, citando per esempio il Salmo 13,3 e la Prima lettera ai Corinzi.
Secondo lui, anche i re dovevano sottomettersi all’autorità della Chiesa, perchè il potere spirituale era superiore a quello terreno. Gregorio scrive pure che il vescovo ha una dignità più alta di quella del re, perchè è stato scelto da Dio ed è preoccupato della salvezza delle anime, mentre il re pensa solo alla gloria umana.
Questa visione si chiama “ierocratica” e vuol dire che la Chiesa viene prima dello Stato. Non perchè voglia fare politica, ma perchè vuole restare pura e fedele alla sua missione religiosa. In questo senso, la Libertas Ecclesiae è vista come un documento spirituale che vuole salvare la Chiesa dalla corruzzione e dalla simonia, cioè dalla pratica di vendere le cariche religiose.

## Opinioni degli storici
Per tanto tempo questa bolla è stata considerata parte della cosidetta “riforma gregoriana”, un periodo in cui si cercava di cambiare e migliorare la Chiesa, rendendola più indipendente e moralmente forte. Ma studiosi più recenti hanno detto che forse è sbagliato parlare di “riforma gregoriana” come se fosse stata una cosa chiara e decisa da subito.Un esperto, Ovidio Capitani, dice che Gregorio VII non aveva un piano sistematico o una ideologia precisa, ma che la sua azione fa parte di un processo più lungo e complesso, fatto di tanti momenti diversi. Un tema difficile che esce fuori dalla Libertas Ecclesiae riguarda le ordinazioni fatte da laici: Gregorio dice che se un prete è ordinato da qualcuno che non ne ha diritto, quell’ordinazione è nulla. Ma allora ci si è chiesti: i sacramenti fatti da quel prete sono validi o no? Questo dubbio ha fatto discutere molti studiosi e giuristi nei secoli successivi.